# Raziel (arkangyal)
Raziel (héberül: רָזִיאֵל Rāzīʾēl, „Isten az én rejtélyem”), másik nevén Galizur (héberül: גַּלִּיצוּר Gallīṣūr) egy angyal a zsidó miszticizmus (a judaizmusban a Kabbalának nevezik) tanításai szerint, akit leggyakrabban a „Titkok Angyala”-ként illetve a „Rejtélyek Angyala”-ként jellemeznek. Ezen kívül gyakran hivatkoznak rá mint a „Minden mágia őrzője” is. Az egyik angyal akit a Hokhmá (bölcsesség) szefirához kapcsolnak, Jophiel mellett.

## A miszticizmus hagyományai szerint
A különböző hagyományok tanításaikban Razielt sokféle szerepben képzelték el, ideértve például a kerub szerepet is,  ám leggyakrabban az  Ophanim angyalrend tagjaként, néha mint az Erelim angyalrend vezetője találkozhatunk vele.
Raziel, „A Szikla Felfedője” mint a „Második Mennyország Uralkodó Hercege” szerepel. Úgy tartják róla, hogy a legrészletesebben és a világosabban teszti érthetővé a „Tóra isteni bölcsességének” tanításait, valamint óvja az isteni szolgálatban elmerült angyalokat a szférák és a világegyetem működését fenntartó lényektől.

## ASefer Raziel HaMalakhszerzője
A Sefer Raziel HaMalakh („Raziel Angyal Könyve”) néven széles körben ismert kéziratot tőle származtatják, valamint azt tartják róla, hogy a teremtés minden titkos tudása megtalálható benne, azaz varázskönyvnek tartják. Az angyal rendszerit Isten trónja közelében, annak oldalán áll, így tisztán hall és lejegyez mindent, amit a trón körül kimondanak és megvitatnak. Úgy mondják könyvét Ádámnak és Évának adta, miután ettek a jó és a rossz tudásának tiltott fájáról (miután száműzték őket az Édenkertből), hogy könnyebben, újra „hazataláljanak, és jobban megértsék „Isten” valódi mivoltát és szerepét, saját életükön keresztül is. Raziel angyaltársait ez azonban mélyen felkavarta, így hamarosan ellopták Ádámtól a könyvet, és az óceán mélyére vetették. Isten azonban nem büntette meg Razielt, sőt ő maga hozta fel a könyvet a mélységekből Ráhábot szolgálatba véve, majd visszaadta Ádámnak és Évának azt.
Hagyományos források szerint a könyv nemzedékekről nemzedékekre öröklődött Énókig - aki Énók Harmadik könyvében történtek során maga is angyallá vált Metatron néven -, és aki a kézirat részeként saját írásait is az utókorra hagyhatta. Énok után Rafael arkangyal működése során vándorolt a könyv Noéhoz, aki a benne rejlő bölcsességek segítségével tudta megépíteni nevezetes bárkáját. Későbbiekben Raziel könyvét a legendás bölcsességű Salamon király birtokában is megtaláljuk, ezután a történelem során számtalan olyan kézirat, vagy szöveg is felbukkant, amelyeket a könyv salamoni változatának vallottak.

## Utalások a populáris kultúrában
- A Date A Live című japán light novel regénysorozatban Raziel egy spirituális fegyver neve (a sorozaton belül Angyalok-ként emlegetik), amely Nia Honjouhoz tartozik. A Raziel egy könyv, amely tartalmazza a múlt és a jelen minden tudását, és képes bármit valóságként megnyilvánítani, ami benne van.
- Cassandra Clare által a A Végzet Ereklyéi címmel jegyzett urban fantasy kamaszkönyv-sorozatban (és az ebből készült televíziós sorozatban), ezer éve boszorkánymesterek megidézték a démonok elleni háború legsötétebb órájában, maga Raziel volt az, aki létrehozta az árnyvadászokat amikor a végzet kelyhében saját vérét összekeverte az őt megidéző, halandó emberekével (akik a regények világában ezért kapják a nephilim elnevezést). Az eredeti hatrészes regényfolyam narratívájában az aktív cselekmény szereplőjeként is jelen van.
- A Legacy of Kain videójáték-sorozatban Raziel egy vámpír, aki kezdetben a címbeli Kain legbizalmibb alvezére. Ám miután gazdája büszkeségét sérti, hogy felülmúlhatja őt képességeivel, Razielt a végtelen sötétségbe veti, ám ott ő az elkárhozottak lelkekkel táplálkozó lidércként születik újjá és visszatér a Lelkek Fosztogatójaként, azaz „Soul Reaver” -ként.
- A Mobile Suit Gundam 00 széria egyik fejezetében, a Mobile Suit Gundam 00P-ben szereplő egyik mecha „mobilruha” a Gundam Rasiel nevet viseli, ezt össze tudják kapcsolni egy GN Sefer nevű fegyverrel, így létrehozva a Sefer Rasielt, ami utal Sefer Raziel HaMalakh megnevezésre.

## Jegyzet
1. ↑  Jastrow: Jastrow, גַּלִּיצוּר. Sefaria, 1903
2. ↑  Lewis, James R., Oliver, Evelyn Dorothy, Sisung Kelle S. (Editor) (1996), Angels A to Z, Entry: Raziel, pp. 346, 347, Visible Ink Press, ISBN 0-7876-0652-9
3. 1 2  Archangel Raziel. Sarah's Archangels. [2007. július 5-i dátummal az eredetiből archiválva].
4. ↑  Scarborough, Samuel (2002), "The Tree of Life", Filing Cabinet of the Western Mystery Tradition and Methods to Recall the Information, Journal of the Western Mystery Tradition No. 3, Vol 1. Autumnal Equinox 2002
5. ↑  Davidson, Gustav (1967), A Dictionary of Angels, Including The Fallen Angels, Entry: Free Press, p. 120, Library of Congress Catalog Card Number: 66-19757, ISBN 9780029070505
6. ↑  Hebrew Visions of Hell and Paradise (1893), Journal of The Royal Asiatic Society, London, The Royal Asiatic Society, at sacred-texts.com
7. ↑  Ginzberg, Louis (1909),  The Legends of the Jews, Volume 1, Chapter IV, at sacred-texts.com
8. ↑  Raziel, Book of at jewishencyclopedia.com

## Fordítás
Ez a szócikk részben vagy egészben  a   Raziel című angol Wikipédia-szócikk ezen változatának fordításán alapul.  Az eredeti cikk szerkesztőit annak laptörténete sorolja fel. Ez a jelzés csupán a megfogalmazás eredetét és a szerzői jogokat jelzi, nem szolgál a cikkben szereplő információk forrásmegjelöléseként.